# François-Louis de Pesmes de Saint-Saphorin

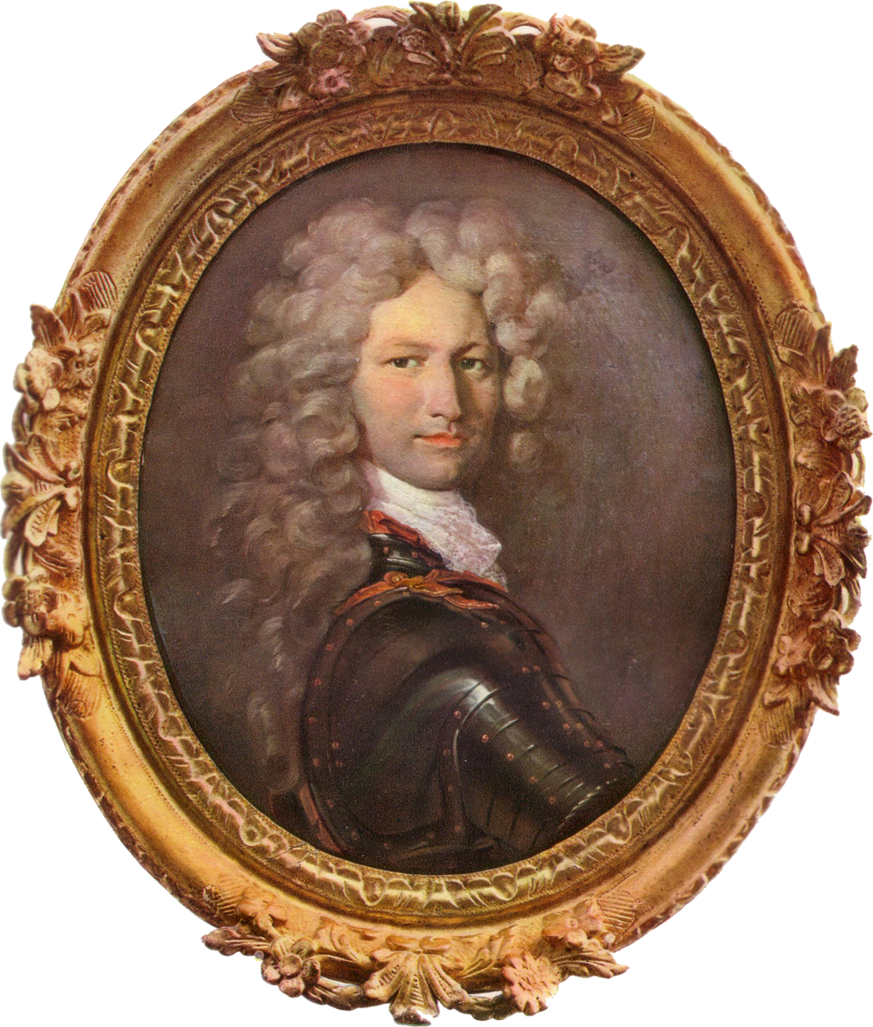
Johann Rudolf Huber, Bildnis François-Louis de Pesmes, Seigneur de Saint-Saphorin, in Militärrüstung (ca. 1707).

François-Louis de Pesmes de Saint-Saphorin (auch Franz-Ludwig; * Februar 1668 auf Schloss St. Saphorin, Saint-Saphorin-sur-Morges; † 16. Juli 1737 ebenda) war ein Schweizer Diplomat sowie Vizeadmiral der österreichischen Flotte, Generalfeldwachtmeister (Generalmajor) des österreichischen Heeres, Generalleutnant des Heeres des Königreiches Großbritannien und britischer Botschafter in Wien. Er stand während rund vierzig Jahren aktiv in ausländischen Diensten, wobei er auf zahlreiche Führungspersönlichkeiten seiner Zeit traf.

## Leben

### Herkunft
François-Louis, Angehöriger einer in Genf beheimateten Familie, wurde im Februar 1668 als Sohn von Isaac de Pesmes und dessen Frau Elisabeth Rolaz de Saint-Vincent auf Schloss Saint Saphorin bei Morges geboren. Früh wurde er von seinem Vater autoritär an militärische Zucht, gewissenhafte Arbeit und Rechtlichkeit gewöhnt. In Ehrfurcht vor dem christlichen Glauben und den ehrwürdigen Familienüberlieferungen blieb er sein ganzes Leben lang den strengen Grundsätzen seiner Jugendzeit treu.
Als jüngster von drei Brüdern und nicht zuletzt als Untertan der Gnädigen Herren von Bern, der hiesigen Aristokratie, konnte er entgegen seinem Wunsch vorerst keine öffentliche Stellung einnehmen. Die Familie war zwar adelig und in Genf etabliert, hatte jedoch keinen Einfluss auf das bernische Patriziat. So entschied er sich eine Militärlaufbahn anzustreben.

### Militärische Laufbahn
Er trat 1685 als Kadett in das Regiment des Herzogs Ernst August I. von Calenberg, dann achtzehn Monate lang in die Dienste des römisch-deutschen Kaisers, wo er im Regiment de Frise das französisch gewordene Maastricht belagerte. Später verbrachte er als Sekretär zwei Jahre am Hofe des Landgrafen Karl von Hessen-Kassel. In dessen Herberge untergebracht, begegnete er dem holländischen Offizier van Assemburg. Die beiden freundeten sich rasch an, sodass Saint-Saphorin dem einflussreichen Marquis de Fleury weiterempfohlen wurde. Dieser wiederum ernannte Saint-Saphorin zum Kapitän eines österreichischen Schiffes, teilte ihn zunächst jedoch einem Admiralsschiff zu. Der erste Feldzug, an dem er teilgenommen hatte, endete 1692 mit der Einnahme von Großwardein, woraufhin er zum Kommandanten des Admiralsschiffes Sankt Salvator befördert wurde. In späteren Jahren, schon Geschwaderführer, erwies er sich laut Ansicht der Flottenleitung als geschickter Seemann, energischer Vorgesetzter und gewandter Taktiker. 1695 wurde Saint-Saphorin mit nur 27 Jahren nach den siegreichen Gefechten von Peterwardein auf der Donau zum Vizeadmiral der österreichischen Kriegsmarine befördert. Zwar hielt Saint-Saphorin den Rang faktisch bis Anfang 1700 inne, tat jedoch nie Dienst in der Adria, dem damaligen Hauptoperationsgebiet der österreichischen Marine. Seine Aufgabe bestand ausschließlich darin, den Oberbefehl über die Donau wahrzunehmen. So sollte er im Notfall gegen einen Einmarsch der Ungarn und Türken standhalten und den zu Wasser erfolgenden Nachschub für Feldarmeen sichern. Im Großen Türkenkrieg war es ihm im Kampf gegen die osmanische Flotte nahe Belgrad dann erstmals möglich, seine Fähigkeiten als Vizeadmiral unter Beweis zu stellen. Mit einem Geschwader von nur fünf Schiffen hielt er gegen zehn Galeeren, dreißig Fregatten und vierzig anderen Schiffen stand und zwang sie zum Rückzug. Zum Dank erhielt er den Oberbefehl über die Donauflotte und die Ermächtigung, Offiziere zu ernennen und zu entlassen, Mannschaften anzuheuern sowie zehn Schiffe nach dem von ihm erfundenen und erprobten Modell zu bauen.
1704 garantierte Saint-Saphorin die Neutralität der Regionen Chablais und Faucigny südlich des Genfersees. Zwischenzeitlich nutzte er den Cevennenkrieg, um Frankreich zusätzliche Unannehmlichkeiten zu bereiten. 1707 unterstützte er mit seiner Funktion als Diplomat die Ansprüche des preußischen Friedrich I. auf die Neuenburger Erbfolge und arbeitete eng mit dem Führer der franzosenfeindlichen Partei in Bern zusammen, dem späteren Schultheißen Johann Friedrich Willading. Letztendlich wurde unter den fünfzehn Bewerbern um die neue Herrschaft in Neuenburg nicht François Louis de Bourbon, ein Günstling Ludwigs XIV., sondern der von Bern und Willading gleichwohl favorisierte Friedrich gewählt. Wenig später versuchte Saint-Saphorin den von Lokalitäten begangenen Fehler wieder gutzumachen, als sie nach dem Tode Karls des Kühnen in den Burgunderkriegen auf die Franche-Comté verzichtet hatten. So sollte die Provinz wieder in den Bund und die Neutralität der Eidgenossenschaft zurückgeführt werden. Rückendeckung bekam er von England und den Niederlanden. Die Annexion scheiterte dann allerdings am Widerstand einiger Stände, die ihre passive Neutralität nicht aufgeben wollten. Ludwig XIV., der im Jura das feindliche Heer erwartet hatte, zog seine Truppen zurück. Im Vordergrund dieses eigentlichen Konfliktes zwischen den Häusern von Bourbon und Habsburg nahm die Schweiz eine Stellung von wichtiger politischer Bedeutung ein. Bis zum Ende des Spanischen Erbfolgekrieges war sie der Schauplatz zahlreicher internationaler Intrigen und wurde von Geheimagenten und Sondermissionen verschiedener Nachrichtendienste überströmt. Angeblich war es Saint-Saphorin zu verdanken, dass keine einzige feindliche Operation in der Schweiz Erfolg gehabt hatte.
1712 reiste Saint-Saphorin als Repräsentant der Schweizer Stände zu Verhandlungen in Utrecht und unterzeichnete zwei Jahre später einen Angriffs- und Verteidigungspakt mit den Vereinigten Niederlanden. Für Bern zufriedenstellende Ergebnisse erzielt, wurde er durch eine hohe Provision von 10.000 Écu entlohnt. Den Vorschlag, ihn zum Bürger von Bern und damit für öffentliche Ämter wählbar zu machen, lehnte er ab. 1712 war er Mitunterzeichner des Friedens zu Aarau, den Verhandlungen nach dem Zweiten Villmergerkrieg. Ferner beschäftigte er sich mit dem Aushandeln von Darlehen an die Niederlande und England. Obwohl Saint-Saphorins Interesse eher dem politischen Aspekt der Darlehen gegolten hatte, fand er die Möglichkeit, wie bei der Übermittlung der Darlehenssumme nach der Hauptstadt Amsterdam ein Profit zu erzielen war. Er ließ Bargeld über den Umweg nach Genua transportieren, um am dortigen Markt Wechsel auf Amsterdam zu kaufen, die wegen der geringen Nachfrage auf Abschlag gehandelt wurden. Schließlich brachte ihn das Vorhaben in Bedrängnis, nachdem englische Schuldner nicht rechtzeitig bezahlt hatten. Die niederländischen Behörden bestanden auf rasche Auszahlung. Erst mit beinah einjähriger Verspätung traf das Darlehen bei den Partnern ein. Ungeachtet dieser Vorfälle, ließ Georg I. von Großbritannien Saint-Saphorin zum Generalleutnant seines Heeres und zum englischen Botschafter in der habsburgischen Hauptstadt Wien ernennen.
Ganz unfreiwillig rutschte er von einer Affäre in die nächste. Verschiedene von Bern gefangengenommene Täufer verweigerten der Regierung Treue zu schwören und in der Miliz zu dienen. Die Gefangenen sollten nach New Bern im heutigen Bundesstaat North Carolina verbannt werden. Saint-Saphorin wurde mit dem Schiffstransport beauftragt. Die Niederländer, angeregt durch die Mennonitengemeinschaft, hatten sich mit den Gefangenen solidarisiert und vereitelten die Ausweisung. Nach zum Teil heftigen verbalen Auseinandersetzungen zwischen Saint-Saphorin und den Mennoniten zeigte sich Bern kompromissbereit und garantierte den Täufern eine freiwillige Auswanderung nach Nordamerika.
1722 kehrte Saint-Saphorin in seine Heimat zurück und begab sich zur Ruhe. Er beschäftigte sich fortan mit der Verwaltung seiner Güter – er hatte eine Vorliebe für den Ackerbau – und führte neue Bebauungsmethoden im Waadt ein. Von Freunden, Bekannten und Erinnerungen umgeben, verfasste er nebenbei seine persönlichen Memoiren. 1737 starb François-Louis im Alter von 69 Jahren. Er hinterließ Frau und Tochter.
Im Gegensatz zu den meisten ranghohen Schweizer Militärpersonen seiner Generation trat er nicht der französischen Armee bei. Als Waadtländer Patriot und Protestant missfiel ihm nicht nur die von Ludwig XIV. behauptete Vormachtstellung Frankreichs in Europa, sondern auch dessen antiprotestantische Politik und den unter ihm erreichten Höhepunkt der Hugenottenverfolgung. Seine Heimat verlassen, diente der von Vielen genannte Seigneur de Saint-Saphorin zuerst der niederländischen, dann der österreichischen Armee. Zahlreiche Großmächte, insbesondere Großbritannien und Österreich, versuchten ihn für ein staatstragendes Amt zu verpflichten. Friedrich Wilhelm I. ernannte ihn zum Rat. Eugen von Savoyen befragte ihn vor jeder seiner Entscheidungen. Eberhard Ludwig, Herzog von Württemberg, betraute ihn mit der Vertretung seiner Interessen.

## Familie
François-Louis de Pesmes war verheiratet.
Seine Tochter Judith-Louise heiratete Gabriel-Henri de Pampigny aus dem Hause der Mestral. Deren Sohn war Armand François Louis de Mestral de Saint-Saphorin.